# Loon Island (New York)
Loon Island (englisch für „Seetaucher-Insel“) war eine Insel des Canadarago Lake im US-amerikanischen Bundesstaat New York. Sie verschwand offenbar im Winter 1815/16, nachdem eine riesige Eisscholle auf dem See, die infolge eines starken Südwinds in Bewegung geraten war, die oberhalb des Wasserspiegels befindliche Landmasse abgetragen hatte. Nach anderer Darstellung ging die kaum 4000 m² große Insel möglicherweise bereits im Jahr 1792 unter. Sie befand sich im Norden des Sees in etwa auf der Höhe des Bakers Beach. Ihr nördlicher Teil ragte deutlich sichtbar aus dem umgebenden Wasser hervor, während ihre übrige Landmasse sumpfig war. Sie war mit Bäumen, Holunderbüschen und Wildreben bewachsen und auf ihr brüteten namensgebende Seetaucher.
Anstelle der Insel befindet sich heute dort eine markante Untiefe, die den Namen Sunken Island (englisch für „Versunkene Insel“) trägt. Rund 1,3 km südöstlich von ihr liegt mit Deowongo Island die einzige heute noch existierende Insel des Canadarago Lake.